# Spiraea pjassetzkii
Spiraea pjassetzkii är en rosväxtart som beskrevs av Buzunova. Spiraea pjassetzkii ingår i släktet spireor, och familjen rosväxter. Inga underarter finns listade i Catalogue of Life.